# Фраулаутерн
Фраулаутерн (нем. Fraulautern) — второй по величине район в составе города Зарлуи. Население — 7 116 чел. на 2014 год.

## Расположение
Фраулаутерн находится по правую сторону от реки Саар. На данный момент Фраулаутерн граничит на севере с городскими районами Зарлуи такими как, Штайнрауш и Роден. На юге с коммуной Энсдорф, на юго-востоке с подрайоном коммуны Швальбах Хюльцвайлером. На востоке с Зарвеллингеном, а на западе с центром города и городским районом Лисдорф.

## Спорт
Во Фраулаутерне имеется футбольный стадион Sportplatz Großer Sand, на котором играет местный футбольный клуб SV 09 Fraulautern.